# Rekenkamer van Vlaanderen

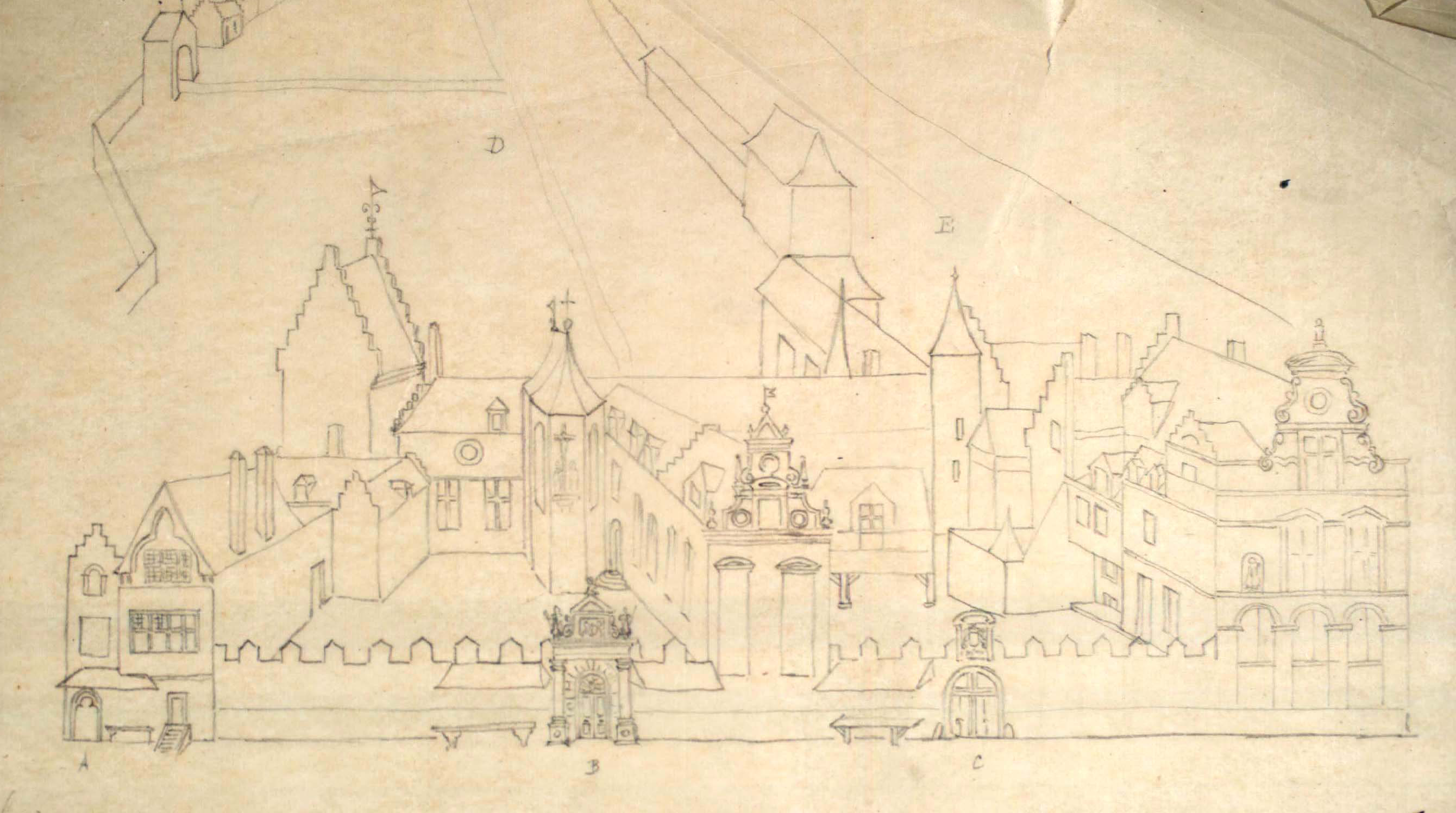
Het Hôtel de la Poterne in Rijsel in 1779. Hier was de Rekenkamer van Vlaanderen gevestigd van 1413 tot 1667.

De Rekenkamer van Vlaanderen was een overheidsinstelling die van 1386 tot 1735 werkzaam was in het graafschap Vlaanderen en andere gewesten van de Nederlanden.

## Geschiedenis
Binnen de grafelijke raad hadden zich in de 14e eeuw informele afdelingen ontwikkeld van raadsheren die zich specialiseerden in gerechtelijke of financiële dossiers. De Bourgondische hertog Filips de Stoute, die in 1384 graaf van Vlaanderen werd, maakte deze situatie officieel met een ordonnantie van 15 februari 1386, die de Camere van den Rade (Chambre du Conseil) instelde te Rijsel. De gerechtelijke sectie van deze Kamer verzelfstandigde zich tot de Raad van Vlaanderen, die in 1405 werd overgebracht naar Oudenaarde. De financiële sectie bleef in Rijsel onder de naam Rekenkamer van Vlaanderen. Ze was eerst gevestigd in het Hôtel de la Salle en vanaf 1413 in het Hôtel de la Poterne. Met de Brabantse Rekenkamer in Brussel en de Hollandse Rekenkamer in Den Haag deelde ze de bevoegdheid over de Nederlandse gewesten. De Rijselse kamer controleerde de ontvangers van Vlaanderen, Artesië, Henegouwen, Namen en Mechelen. In 1667 veroverde koning Lodewijk XIV van Frankrijk de stad Rijsel. De Rekenkamer van Vlaanderen verhuisde noodgedwongen naar Brugge, terwijl in haar oude gebouw een Bureau des Finances kwam dat afhing van Parijs. Van Brugge werd de Rekenkamer in 1681 overgebracht naar Brussel, maar dat hield geen fusie in. Verschillende pogingen om de drie instellingen samen te voegen, waren na enkele jaren spaak gelopen. In 1735 werden de Rekenkamers van Vlaanderen en van Brabant dan toch samengevoegd tot de Rekenkamer der Nederlanden.

## Bevoegdheid
De Rekenkamer was opgericht om het beheer van de vorstelijke domeinen en financiën te controleren. Haar auditeurs en rekenmeesters hoorden alle rekenplichtige beambten en archiveerden een exemplaar van hun boekhouding. Als ze wanbeheer vaststelden, konden ze een sanctie voorstellen aan de Raad van Financiën, die in 1531 het licht zag. De Rekenkamer registreerde ook octrooien en andere bestuurlijke akten. Ten slotte had ze een (nogal vaag omschreven) rechterlijke taak.

## Voetnoten
1. ↑  Instruction pour les gens du conseil du monsieur le Duc de Bourgoingne, Comte de Flandres, par luy ordonné faire residence en la ville de Lille